# Idaea longipedata
Idaea longipedata är en fjärilsart som beskrevs av W. Warren 1900. Idaea longipedata ingår i släktet Idaea och familjen mätare. Inga underarter finns listade i Catalogue of Life.